# 花果山街道
花果山街道是中华人民共和国江苏省连云港市海州区下辖的一个街道办事处。
2013年1月6日，江苏省人民政府批复同意撤销花果山乡，以原花果山乡行政区域设立花果山街道办事处，街道办事处驻大村居委会花果山北路26号。

## 行政区划
花果山街道下辖以下村级行政区划单位：
花果山社区、小村、新村、前云村、大村、飞泉村、当路村、新滩村和前进村。